# Saadjärv
Saadjärv (est. Saadjärv) – jezioro na obszarze dwóch prowincji: Tartu i Jõgevamaa w Estonii. Nad jego brzegami znajdują się miejscowości: Saadjärve, Äksi i Tabivere. Ma powierzchnię 723 hektarów, maksymalną głębokość 25 m. Pod względem powierzchni jest piątym jeziorem w Estonii. Sąsiaduje z jeziorem Soitsjärv. Jezioro jest zasilane niewielką rzeczką Mudajõgi.
Brzegi jeziora są zróżnicowane częściowo bagienne, a częściowo porośnięte lasem. We wsi Äksi znajduje się lokalna atrakcja turystyczna 'Ice Age Center". Jest to obiekt muzealny przedstawiający różne aspekty zlodowacenia atlantyckiego.  W jeziorze występują między innymi płocie, szczupaki, sandacze, wzdręgi, leszcze, okonie, ukleje i węgorze.